# Lonchodes
Lonchodes är ett släkte av insekter. Lonchodes ingår i familjen Phasmatidae.

## Dottertaxa tillLonchodes, i alfabetisk ordning[1]
- Lonchodes amaurops
- Lonchodes beecheyi
- Lonchodes bobaiensis
- Lonchodes brevipes
- Lonchodes bryanti
- Lonchodes dajak
- Lonchodes dalawangsungay
- Lonchodes decolyanus
- Lonchodes denticauda
- Lonchodes elegans
- Lonchodes everetti
- Lonchodes femoralis
- Lonchodes flavicornis
- Lonchodes fruhstorferi
- Lonchodes geniculatus
- Lonchodes godama
- Lonchodes gracillimus
- Lonchodes hainanensis
- Lonchodes harmani
- Lonchodes histrio
- Lonchodes huapingensis
- Lonchodes imitans
- Lonchodes incertus
- Lonchodes jejunus
- Lonchodes longipes
- Lonchodes malleti
- Lonchodes margaritatus
- Lonchodes myrina
- Lonchodes nigriantennatus
- Lonchodes normalis
- Lonchodes obstrictus
- Lonchodes parvus
- Lonchodes philippinicus
- Lonchodes praon
- Lonchodes reductus
- Lonchodes skapanus
- Lonchodes sodalis
- Lonchodes sospes
- Lonchodes spectatus
- Lonchodes spurcus
- Lonchodes supernumerarius
- Lonchodes tonkinensis
- Lonchodes verrucifer
- Lonchodes viridis